# Conde de São Miguel
O título de Conde de São Miguel foi criado por Carta Régia de 25 de Junho de 1633 do Rei D. Filipe III de Portugal (IV de Espanha) a favor de Francisco Nuno Álvares Botelho e seus descendentes.
Francisco Nuno Álvares Botelho, 1.º Conde de São Miguel, foi Provedor da Santa Casa da Misericórdia de Aldeia Galega do Ribatejo (actual Montijo) e benemérito.
Era filho de Nuno Álvares Botelho, Governador da Índia (também ele Provedor da Santa Casa da Misericórdia de Aldeia Galega do Ribatejo); neto paterno de Diogo Botelho, Governador do Brasil; bisneto de Francisco Botelho, Governador e Capitão de Tânger; trineto de Diogo Botelho, Guarda-Roupa e Camareiro do Infante D. Luís; e tetraneto de Pedro Botelho, Escudeiro, feito Coudel de Besteiros a cavalo em 1472.

## Lista de Condes de São Miguel
1. Francisco Nuno Álvares Botelho
2. Álvaro José Botelho de Távora
3. Tomás José Botelho de Távora
4. Álvaro José Xavier Botelho
5. Fernando Xavier Botelho de Távora
6. D. Álvaro Jorge Botelho de Sousa e Meneses de Noronha Correia de Lacerda
7. D. Manuel de Noronha e Brito, 9.º Conde dos Arcos
8. D. Nuno de Noronha e Brito, 10.º Conde dos Arcos
9. Maria do Carmo Giraldes Barba de Noronha e Brito, 11.ª Condessa dos Arcos e 3.ª Viscondessa de Trancoso
10. D. José Manuel de Noronha e Brito de Meneses de Alarcão, 12.º Conde dos Arcos

Com a implantação da República e o fim do sistema nobiliárquico, tornaram-se pretendentes D. Marcos José Wagner de Noronha de Alarcão, 13.º Conde dos Arcos (1949-) e, atualmente, D. Pedro José Wagner de Noronha de Alarcão, 14.º Conde dos Arcos.